# مخطط (علم نفس)
في علم النفس وعلوم الإدراك، يصف المخطط نمطًا منسَّقًا للتفكير أو السلوك ينظِّم فئات من المعلومات والعلاقات بينها. يمكن أيضًا وصفه بأنه بناء عقلي لأفكار مسبقة، إطار يعبر عن جانب ما للعالم، أو نظام لتنسيق وإدراك المعلومات الجديدة.
يؤثر المخطط في الانتباه و استقبال المعارف الجديدة: الأشخاص على الأغلب يلاحظون الأشياء التي تتوافق مع مخططهم، بينما يعيدون تفسير الأشياء المتناقضة مع مخططهم بأنها استثناءات أو يشوهونها لتتوافق مع مخططهم. المخططات تميل نحو عدم التغير، حتى في مواجهة المعلومات المناقضة لها. يمكن للمخططات أن تساعد في فهم العلم والبيئة سريعة التغير. يمكن للأشخاص إدراج المفاهيم الجديدة في المخططات بسرعة حيث إن معظم المواقف لا تتطلب تفكيرًا معقدًا في استخدام المخطط، ويكون التفكير التلقائي هو كل ما يحتاجه الأمر.
يستخدم الناس المخطط لتنظيم معرفتهم ووضع إطار للفهم المستقبلي. في ما يلي أمثلة عن المخططات: الإرشادات الأكاديمية (الروبرك)، المخططات الاجتماعية، الصور النمطية، السيناريوهات، وجهات النظر نحو العالم، والأنماط البدائية. في نظرية باجيت عن التطور، ينشئ الأطفال سلسلة من المخططات بناءً على التأثيرات التي تعرضوا لها، لتساعدهم على فهم العالم.

## التاريخ
المخطط (وعلى وجه الخصوص «المخطط الفائق») هو عامل حاسم للنظام المعماري ابتكره إيمانويل كانت في كتابه «نقد العقل الخالص»، ظهر التطور الباكر لأفكار علم النفس مع علماء النفس الغشتالتيين وجان بياجه، إذ عرف بياجه مصطلح «المخطط» عام 1923. شاع هذا المفهوم في علم النفس والتعليم من خلال أعمال عالم النفس البريطاني فريدريك بارتليت، والذي استقى مصطلح مخطط الجسد المستخدم من قبل عالم الأعصاب هنري هيد. توسع هذا المصطلح لتتشكل نظرية المخطط من قبل عالم النفس ريتشارد سي أندرسون. منذ ذلك الحين، استخدمت مصطلحات أخرى لوصف المخطط مثل «هيكل» و «مشهد» و «سيناريو».

## عملية التخطيط
عبر استخدام التخطيط، التقنية الإرشادية لتشفير واسترجاع الذكريات، لا تتطلب أغلب الحالات النموذجية الكثير من العمليات الشاقة. يمكن للناس تنظيم تصوراتهم الجديدة بسرعة من خلال المخطط والعمل دون جهد. ولكن التخطيط قد يؤثر ويعيق قبط المعلومات الجديدة (التدخل الاستباقي)، كما في حالة الصور النمطية، مؤديًا إلى محادثات وتوقعات محدودة أو متحيزة (تحاملية)، ما يقود الفرد لـ «رؤية» و «تذكر» أشياء لم تحدث لأنها أكثر منطقية وفقًا لمخططه. على سبيل المثال، إذا سحب رجل أعمال متأنق سكينًا على متشرد، قد يعمل مخطط المشاهدين  (وغالبًا سيفعل) على «تذكيرهم» بمشرد يسحب سكينًا. وقد أُثبت وجود هذا الانحراف في الذاكرة (انظر في فقرة البحوث الأساسية الواردة لاحقًا).
المخططات مترابطة، ويمكن تطبيق مخططات متضاربة عديدة على نفس المعلومات. يُعتقد أن المخططات بشكل عام تملك مستويات من التنشيط، والذي قد ينتشر بين المخططات المرتبطة. يعتمد اختيار مخطط ما على عوامل مثل التنشيط الفوري، إمكانية الوصول، التهيئة، والعاطفة.
إمكانية الوصول هي سهولة ظهور المخطط في العقل، ويعتمد هذا على حنكة الشخص وخبرته. وهنا يمكن استخدامه على أنه اختصار معرفي: إذ يسمح بإيجاد التفسير الأشيع لاختياره وتطبيقه على المعلومات الجديدة.
التحضير هو محفز قصير المدى غير ملحوظ يقدم تنشيطًا كافيًا للمخطط بشكل مؤقت، وبذلك يُستعمل في حالة المعلومات المتتالية الملتبسة. رغم أن هذا يقترح إمكانية إرسال رسائل تحفيزية لا شعورية (تحت عتبة تنبيه الإدراك الواعي) فإن تأثير التحضير شديد السرعة لدرجة أنه يكون صعب الكشف خارج ظروف المختبر. بالإضافة إلى هذا، يكون تأثير التعرض المحض -الذي يتطلب وجود وعي للمحفزات- أكثر تأثيرًا بكثير من التحضير.

## البحوث الأساسية
يرتبط المفهوم الأصلي للمخطط بمفهوم الذاكرة الترميمية التي اقترحت وكشفت في سلسلة من التجارب التي أجراها بارتليت من خلال إخبار المشاركين بمعلومات غير مألوفة لخلفياتهم الثقافية وتوقعاتهم، ثم مراقبة كيفية تذكرهم لهذه المواضيع المختلفة من المعلومات (قصص أو ....)، كان بارتليت قادرًا على تشكيل المخطط الخاص بهؤلاء الأفراد وتأثير نمطيتهم، ليس فقط كيف يترجمون مخططًا غريبًا لمعلومات جديدة، بل أيضًا كيف يتذكرون المعلومات عبر الوقت. شملت أحد أشهر هذه الأبحاث الطلب من المشاركين قراءة حكاية شعبية أمريكية أصلية «حرب الأشباح»، واسترداد أحداثها عدة مرات خلال السنة التالية. حول كل المشاركين تفاصيل القصة بالطريقة التي تعكس طبيعتهم الثقافية وتوقعاتهم وفق نسق مخططهم.
في ما يلي العوامل التي أثرت على استدعائهم للأحداث:
- إغفال المعلومات التي تعتبر غريبة على المشارك.
- تحوير بعض التفاصيل، أو تغيير ترتيبها، إلخ...، وتغيير في التركيز والنبرة فيما يخص ما اعتبروه النواحي الأكثر أهمية في القصة.
- التبرير: يُستخدم حشو تفاصيل ونواحي القصة التي لا تقارب المنطق وتُفسر في محاولة لجعلها ضمن نطاق الفهم للأفراد المختبرين.
- التبدلات الثقافية: يتغير محتوى وأسلوب القصة لتبدو أكثر تماسكًا وملاءمةً للخلفية الثقافية للمشارك.

كان عمل بارتليت هامًا جدًا لكشف أن الذكريات بعيدة المدى ليست ثابتة أو غير قابلة للتغيير، لكنها تتعدل باستمرار طالما يتطور المخطط بازدياد خبرة الفرد. بمعنى ما، تدعم هذه الذكريات النظرة الوجودية بأن الناس ببنون الماضي والحاضر في عملية مستمرة من التعديل السردي\الاستطرادي، وأن أغلب ما يتذكره الناس يتحدثون عنه فعلًا (بعد تعديله وجعله منطقيًا لهم) بشكل سردي يسمح لهم بالتفكير في الماضي على أنه خيط مستمر مترابط من الأحداث، رغم أنه من المحتمل أن أقسامًا كبيرة من الذاكرة (الدلالية والعرضية) غير قابلة للاسترجاع في أي وقت.
نقل د.إي روملهارت نظرية المخطط خطوة كبيرة نحو الأمام من خلال عمله في وصف فهم الحكايات والقصص. أُنجز عمل آخر على مفهوم المخطط من قبل ويليام ف. بريور وجي.سي. ترينس اللذين أظهرا أن التوقعات المعتمدة على المخطط لإيجاد شيء ما كانت كافيةً أحيانًا لتحفيز ذكرى خاطئة. في تجربة طُلب فيها من المشاركين الانتظار في غرفة قيل لهم أنها مكتب لأشخاص أكادميين، وسئلوا لاحقًا عن محتويات الغرفة، تذكر عدد من المشاركين رؤيتهم لكتب في المكتب رغم عدم وجود أي منها. استنتج بريور وترينس أن توقعات المشاركين بوجود الكتب في مكاتب الأكادميين كانت كافية لمنع استعادة ذكرياتهم الدقيقة للمشاهد الذي رأوها.
في عام 1970، حاول عالم الحاسوب مارفن مينسكي تطوير آلة تملك قدرات شبيهة بالبشر. وبينما كان يحاول ابتكار حلول لبعض العقبات، صادف أنه مر على عمل بارتليت، وقرر أنه إذا حصل يومًا على الآلات الشبيهة بالبشر فهو يريد منها أن تستخدم معرفتها المختزنة لإجراء العمليات. ولتعويض ذلك أنشأ ما كان يعرف بتكوين الإطارات، وهو طريقة لتمثيل المعرفة في الآلات. كان بالإمكان رؤية تكوينه الإطارات امتدادًا وتطويرًا لتكوين المخطط. أنشأ مينسكي مفهوم معرفة الإطار على أنها طريقة لإدخال المعلومات الجديدة. اقترح أن المعلومات الثابتة والواضحة يجب عرضها على شكل إطار، لكنها يجب أن تحتوي أيضًا على ثغرات لتقبل مجموعة من القيم، ولكن إذا لم يملك العالم قيمةً لثغرة، عندها ستملأ بقيمة افتراضية. وبسبب عمل مينسكي، تملك أجهزة الحواسيب اليوم تأثيرًا أقوى على علم النفس. في الثمانينيات من القرن العشرين، وسع ديفيد روملهارت أفكار مينسكي، مكونًا نظرية نفسية واضحة عن التمثيل العقلي للمعارف المعقدة.
طور روجر شانك وروبرت أبيلسون فكرة السيناريو، والتي كانت تعرف بالمعرفة الشاملة لتتالي الأحداث. قاد هذا إلى العديد من الدراسات التجريبية، والتي وجدت أن تقديم مخطط مناسب قد يساعد على تحسين فهم واستعادة المقاطع.

## التعديل
يمكن بسهولة تذكر المعلومات الجديدة التي تقع ضمن مخطط الفرد ودمجها مع نظرته نحو العالم. ولكن، عندما يشعر الفرد بعدم تناسب هذه المعلومات مع مخططه، قد تحدث الكثير من الأشياء. رد الفعل الأكثر حدوثًا هو ببساطة تجاهل المعلومة الجديدة أو نسيانها بسرعة. قد يحدث هذا في مستوى من اللاوعي –وفي الكثير من الأحيان قد لا يشعر الفرد أصلًا أنه تلقى معلومة جديدة. يمكن أن يفسر الناس المعلومات الجديدة بطريقة تقلل من مقدار تغييرها لمخططهم. على سبيل المثال، يعتقد بوب أن الدجاج لا يضع البيض، ثم يرى دجاجةً تضع بيضة. فبدلًا من تغيير ذلك الجزء من المخطط الذي يقول له «الدجاج لا يضع البيض»، يرجح أن يتبنى اعتقادًا أن الحيوان الذي نتكلم عنه والذي رآه للتو يضع بيضة ليس دجاجةً حقيقية. هذا مثال عن الانحياز غير التأكيدي، الميل لوضع معايير أعلى للدليل تناقض توقعات الشخص. ولكن، عندما لا يمكن تجاهل المعلومات الجديدة، يصبح واجبًا تغيير المخطط الموجود أو تكوين مخطط جديد (التلاؤم).